# Математична біологія
Математична біологія (також знана як математичне біомоделювання або біоматематика) — міждисциплінарна галузь академічних досліджень, що часто розглядається як підрозділ обчислювальної біології та намагається моделювати природні біологічні процеси за допомогою використання методів прикладної математики і математичного моделювання.
Математична біологія має як практичні, так і теоретичні застосування в біологічних дослідженнях. Класичні дослідження математичної біології стосувалися популяційної динаміки та виникнення просторових картин, таких як плями і смуги на тілі тварин. Зараз подібні дослідження продовжуються на складнішому рівні, наприклад, методи математичної біології застосовуються для дослідження розвитку, роботи органів та інших подібних процесів. Крім того, при білок-білковій взаємодії у біологічній клітині, зв'язки між білками та їх частинами зазвичай виражаються у вигляді дуже простих моделей, які не здатні повністю описати систему і вимагають математичного моделювання для цієї цілі, що дозволяє описання системи в кількісній формі, передбачаючи необхідні властивості системи.